# Alexander Esswein
Alexander Esswein (Worms, 1990. március 25. –) német labdarúgó, a VfB Stuttgart játékosa kölcsönben a Hertha BSC csapatától.